# Medaglia dell'incoronazione di Giorgio V
La medaglia dell'incoronazione di Giorgio V fu una medaglia commemorativa coniata nel 1911 per celebrare l'incoronazione di re Giorgio V del Regno Unito.

## Storia
Questa medaglia fu la prima medaglia dell'incoronazione ad essere coniata per il popolo che pure non si trovava presente direttamente all'incoronazione del re. Il conferimento della medaglia, come tale, venne stabilita a discrezione delle locali autorità governative che ne decidevano anche la motivazione di conferimento. Una versione per la polizia venne realizzata per gli agenti in servizio a Londra il giorno dell'incoronazione.

## Descrizione
- la medaglia consiste in un disco circolare in argento. Al diritto si trova l'effigie del re Giorgio V e della Regina Mary indossanti le vesti cerimoniali e la corona reale, rivolti verso sinistra, senza alcuna legenda. Sul retro si trovano le cifre reali GVR (Georgivs II Rex), attorniate dalla legenda con la data dell'incoronazione.
- Il  nastro   è blu con al centro due strisce rosse. Nella versione destinata alle forze di polizia di Londra, il nastrino è rosso con una striscia blu per parte ed una in centro.